# Enhver
Enhver è un film del 1915, diretto da Vilhelm Glückstadt. Si tratta di un libero adattamento del lavoro teatrale Jedermann, del 1911, di Hugo von Hofmannsthal.

## Trama
Non pare esserci un rapporto disteso fra l'uomo chiamato Enhver ("chiunque") e sua moglie Sylvia, quando, una domenica mattina, al suono delle campane, la donna si sta recando in chiesa per ascoltare il sermone di suo padre, il locale pastore. Lo stesso rintocco evoca in Enhver ricordi del passato, di come sua madre, vedova, di famiglia borghese, volesse fargli intraprendere la carriera ecclesiastica: Enhver, pur controvoglia, aveva iniziato a seguire gli insegnamenti del pastore. C'era di buono il fatto che in tali occasioni egli aveva conosciuto la figlia del religioso, Sylvia. Entrambi i loro genitori erano contrari alla loro unione, anche per il fatto che Enhver aveva sviluppato una natura fortemente anticlericale. Pazienza: i due si sposano all'estero, dove Enhver ottiene fama e insolitamente molto denaro dalla sua occupazione di musicista. Poiché tuttavia Sylvia sente nostalgia del paese natio, l'ormai ricco marito acquista una grande dimora signorile nelle vicinanze della loro comune cittadina d'origine.
Non c'era in effetti un buon rapporto: infatti Sylvia è sempre più rattristata dall'atteggiamento irreligioso del marito, al punto che torna a vivere da suo padre. La madre di Enhver, durante la lunga assenza del figlio, aveva adottato l'orfana Martha, una ragazza di umili origini, sempliciotta ma di buon cuore, ora promessa sposa di Kurt. Enhver, per far sì che la moglie torni da lui, adotta uno stratagemma. Attira la sorella adottiva nella sua lussuosa dimora e la convince a vivere con lui e a condividere il lusso cui l'orfana non è certo abituata. Inspiegabilmente, Martha accetta.
Kurt un po' meno. Egli si rivolge a Sylvia perché lo aiuti a riottenere la fidanzata. Sylvia acconsente a tornare col marito, non per amore, ma solo per il bene di Kurt e della sua promessa. Martha accetta la sostituzione senza fiatare. La madre di Enhver e il pastore vivono questi avvenimenti con una comprensibile inquietudine.
Enhver dà una grande party nelle proprie tenute per festeggiare il ritorno della moglie, ma nel bel mezzo della festa è colto da malore, e comincia ad avere allucinazioni: gli si presentano il demonio in persona, la morte nel suo abito scheletrico, e un angelo femmina. Enhver rivede scene della sua vita, e si rende conto di come nel passato fosse stato sovente dibattuto fra il bene e il male, ed avesse regolarmente scelto il male. Era stato il demonio stesso, ad esempio, a far sì che Martha, con una decisione altrimenti insensata, avesse accettato di stare con lui. Sua madre, insieme al pastore e a Sylvia – ora sinceramente riunita al marito - , sono testimoni della conversione di Enhver, che ripudia il suo passato iconoclasta e ritorna nell'alveo della Chiesa. Deo gratias.

## Produzione
La pellicola ha una lunghezza complessiva di 980 metri.
Enhver è stato prodotto dalla Filmfabriken Danmark, casa di produzione cinematografica di cui il regista Vilhelm Glückstadt era direttore. Gudrun Houlberg ha preso parte a circa 30 film della Filmfabriken Danmark prima di passare alla Nordisk Film.

## Distribuzione
Il film è uscito nelle sale cinematografiche danesi il 10 settembre 1915 al Victoria-Teatret di Copenaghen (ora scomparso); è stato successivamente distribuito in Finlandia, dove è uscito il 2 aprile 1017 coi titoli finlandese Jokamies e svedese Det gamla spelet om Enhvar.
Enhver è attualmente visionabile su YouTube.